# Frutos del país
Frutos del país fue un programa de corte documental producido por Televisión Nacional de Chile y Surimagen, en el cual se muestra la identidad cultural de las comarcas chilenas rurales con segmentos sobre gastronomía, agroturismo, mitos, leyendas y tradiciones, personajes notables, costumbres, etc. Todo contado por los propios protagonistas. Surgió luego de la emigración del programa de similares características, Tierra Adentro, a Canal 13.

## Capítulos

### Temporada 2004
1. Las Islas Chauques
2. Colchagua, tierra huasa
3. Salamanca, tierra de brujas
4. Pelluhue, gente del bordemar
5. Melipilla
6. Valle del Huasco, el jardín de Atacama
7. Magallanes, la gente del invierno
8. Chillán, sus comidas, historias y otras hierbas
9. Iquique, caleta de historias
10. Viva Chile, en tres tiempos
11. Precordilera de Santiago
12. Yumbel, Comarca de Mitos
13. El valle del Colliguay
14. La Comarca del Quinqué
15. Rancagua: Tierra de historias y tradiciones
16. Likan Antai: La gran Nación de la Puna
17. Quillota, la comarca del oro verde
18. Llingua: Los artesanos del mar
19. Rapanui, La cultura viva
20. Arauco, la voluntad de vivir entre la tierra y el mar
21. La Comarca del Villarrica
22. El desierto de Atacama
23. Valparaíso: Anfiteatro al Pacífico
24. El Cajón del Maipo, valle de los sueños
25. Una comarca lafkenche

## Equipo
- Dirección y Producción General: Francisco Gedda
- Producción Ejecutiva Televisión Nacional: Paz Egaña
- Productores ejecutivos Sur Imagen: Beatriz Rosselot, Claudia Bawlitza y Carlos Saavedra
- Realizadores documentales: Claudia Bawlitza, Cristian del Campo, Cristián Calderón, Alejandra Carmona, Pedro Farías, Pedro Micceli, Alian Gedda, Máximo Gedda, Juan Carlos Gedda, Claudia Iglesias, Julia Muñoz, Marcelo Navarro, Ricardo Olivares, Aldo Oviedo, Patricio Riquelme F., Carlos Saavedra, Rodrigo Zenteno. [1]

## Premios
- Premio TV Grama 2008
- Premio Altazor 2008 [2]
- Premio Que Veo 2011 [3]